# Cycas thouarsii
Cycas thouarsii es una especie de cícadas del género Cycas. Se desarrolla en lugares húmedos y bien drenados y con sombra parcial de Madagascar, en las Comoras, en las islas Seychelles y en las costa este de África.
Puede alcanzar los 10 m de altura y su tronco puede medir hasta 45 cm de diámetro: Las hojas de color verde brillante pueden medir hasta 3 m de largo y se encuentran en una cantidad de hasta 40.
Se considera la más antigua de las Cycas, unos 140 millones de años.